# Alumim
Alumim (hebrejsky עֲלוּמִים, doslova „Mládí“, v oficiálním přepisu do angličtiny Alumim) je vesnice typu kibuc v Izraeli, v Jižním distriktu, v Oblastní radě Sdot Negev.

## Geografie
Leží v nadmořské výšce 101 metrů na severozápadním okraji pouště Negev; v oblasti která byla od 2. poloviny 20. století intenzivně zúrodňována a zavlažována a ztratila charakter pouštní krajiny. Jde o zemědělsky obdělávaný pás přiléhající k pásmu Gazy a navazující na pobřežní nížinu.
Obec se nachází 11 kilometrů od břehu Středozemního moře, cca 73 kilometrů jihojihozápadně od centra Tel Avivu, cca 77 kilometrů jihozápadně od historického jádra Jeruzalému a 11 kilometrů jihozápadně od města Sderot. Alumim obývají Židé, přičemž osídlení v tomto regionu je etnicky převážně židovské. 4 kilometry severozápadním směrem ale začíná pásmo Gazy s početnou arabskou (palestinskou) populací.
Alumim je na dopravní síť napojen pomocí lokální silnice číslo 232, jež severně od vesnice ústí do dálnice číslo 25.

## Dějiny
Alumim byl založen v roce 1966. Jejími zakladateli byli členové polovojenských osadnických oddílů Nachal napojení na mládežnické sionistické hnutí Bnej Akiva, kteří se tu usadili 19. září 1966. Předtím po tři roky procházeli výcvikem v nedaleké vesnici Sa'ad. Do roku 1967 šlo o pohraniční vesnici situovanou na okraji arabského města Gaza, která měla posílit řetěz židovských sídel lemujících pásmo Gazy. Příchod nových osadníků do regionu ale vyvolal protesty obyvatel zdejších etablovaných kibuců, zejména nedalekého Nachal Oz, kteří kritizovali zábor půdy. Šlo také o rozpor mezi převážně sekulárními starousedlými obyvateli a nábožensky orientovanými osadníky v novém kibucu. Nakonec se ale podařilo dosáhnout kompromisu.
Místní ekonomika je založena na zemědělství (pěstování zeleniny, polních plodin, produkce mléka). Rozvíjí se turistický ruch. Mnoho obyvatel za prací dojíždí mimo obec. V kibucu funguje zdravotní středisko, plavecký bazén, obchod se smíšeným zbožím, knihovna, sportovní areály, synagoga, mikve a společenské centrum.
Nedaleko od dnešní vesnice Alumim se do roku 1948 rozkládal kibuc Be'erot Jicchak, jenž byl během války za nezávislost napaden a zničen egyptskou invazní armádou. Po válce již nebyl obnoven a jeho obyvatelé se přestěhovali do dnešního centrálního Izraele.

## Demografie
Obyvatelstvo kibucu je nábožensky orientované. Podle údajů z roku 2014 tvořili naprostou většinu obyvatel v Alumim Židé (včetně statistické kategorie "ostatní", která zahrnuje nearabské obyvatele židovského původu ale bez formální příslušnosti k židovskému náboženství).
Jde o menší obec vesnického typu s dlouhodobě mírně rostoucí populací. K 31. prosinci 2014 zde žilo 458 lidí. Během roku 2014 populace klesla o 0,2 %.
| Rok            | 1972 | 1983 | 1995 | 2001 | 2003 | 2004 | 2005 | 2006 | 2007 | 2008 | 2009 | 2010 | 2011 | 2012 | 2013 | 2014 |
| -------------- | ---- | ---- | ---- | ---- | ---- | ---- | ---- | ---- | ---- | ---- | ---- | ---- | ---- | ---- | ---- | ---- |
| Počet obyvatel | 96   | 324  | 364  | 379  | 373  | 380  | 383  | 382  | 389  | 392  | 399  | 405  | 430  | 424  | 459  | 458  |